# Loureiro (casta)
Loureiro ou loureira é uma casta de uva branca portuguesa originária no vale do rio Lima e cultivada em quase toda a região dos Vinhos Verdes e na Galiza. É uma casta muito produtiva, mas só recentemente foi reconhecida como uma casta nobre. [carece de fontes?]

## Características
Os cachos da casta Loureiro são grandes e não muito compactos, enquanto os bagos são médios de tamanho uniforme e de cor amarelada ou esverdeada.
A casta Loureiro produz vinhos de elevada acidez e com aromas florais, minerais e frutados muito acentuados. Além de originar vinhos "monovarietais" (uma só casta) é frequentemente combinada com as castas Trajadura e Arinto.